# Кубок Шпенглера 1925
Кубок Шпенглера 1925 — 3-й турнір Кубок Шпенглера, що проходив у швейцарському місті Давос в період з 30 по 31 грудня 1925 року.

## Попередній етап
Команда Оксфордського університету —  СК Ріссерзеє — 3:0

## Фінал
Команда Оксфордського університету —  «Давос» — 2:0 (останні 14 хвилин «Давос» грав у меншості без воротаря, матч-штраф).